# 拉貝特縣 (堪薩斯州)
拉貝特縣（英語：Labette County，縮寫LB）是美国堪薩斯州東南部的一個縣，南鄰奧克拉荷馬州，面積1,692平方公里。根據2020年美國人口普查，共有人口20,184人。縣治奧斯韋戈 （Oswego）。該縣成立於1867年2月7日，縣名來自拉貝特河，河名可能紀念法裔毛皮商、嚮導皮埃爾·拉貝特或法语「la bete」的誤拼（「野獸」的意思或加拿大法語「臭鼬」的意思）。